# Andreja Žigon
Andreja Žigon, slovenska knjižničarka in umetnostna zgodovinarka, * 2. avgust 1948, Ljubljana

## Življenje in delo
Maturirala je na klasični gimnaziji v Ljubljani (1967), tu študirala   umetnostno zgodovino na Filozofski fakulteti (1967-1973), leta 1974 diplomirala, nadaljevala študij v Italiji in 1977 opravila  magisterij na ljubljanski FF (Poslikave cerkva poznega 19. stoletja v osrednji Sloveniji). Izpopolnjevala se je  v Rimu (1974/1975) in na Dunaju (1976). V letih 1976−1985 je bila zaposlena kot knjižničarka-dokumentalistka v Biroju 71 v Ljubljani. Leta 1985 se je zaposlila pri založbi Mladinska knjiga v Ljubljani, kjer je delala kot urednica na projektu Enciklopedija Slovenije. Poleg uredniškega dela na področju likovne umetnosti pri Enciklopediji Slovenije so njen prispevek stroki pionirske raziskave nezarenskega slikarstva, ki so utrele pot k objektivnejšemu vrednotenju oficielne umetnosti 19. stoletja na Slovenskem. Svoja dognanja je predstavila v kataloško izčrpnih objavah opusev slikarjev J. Brolla (1976), M. Koželja (1986) in J. Wolfa (1986) in v vodniku po cerkvi sv. Martina v Šmartnem pri Litiji (1980) ter v knjigi Cerkveno stensko slikarstvo poznega 19. stoletja na Slovenskem.(COBISS) Je članica Slovenskega umetnostnozgodovinarskega društva in Društva muzealcev Slovenije. Pri Zborniku za umetnostno zgodovino (ZUZ) je bila tehnična urednica (1978–1986) ter članica uredniškega odbora (1985-1987).

## Nagrade in priznanja
- Priznanje Izidorja Cankarja (1999)